# BK Gruis
BK Gruis (BK Gru / HD 212385) es una estrella variable en la constelación de Grus, la grulla. De magnitud aparente media +6,84, se encuentra a 409 años luz del sistema solar.
Respecto al Sol, se mueve por el espacio con una velocidad de 65,8 km/s, unas tres veces mayor que el valor habitual de las estrellas de nuestro entorno.
BK Gruis es una estrella blanca de la secuencia principal de tipo espectral A2p, en donde la «p» indica que es una estrella peculiar, en el sentido de que su contenido superficial en metales es anómala.
Tiene una temperatura efectiva de 8375 K y una luminosidad 18 veces mayor que la luminosidad solar. Con una masa de 1,93 masas solares, su edad se estima en 630 millones de años.
Se piensa que está en la mitad de su vida dentro de la secuencia principal.
BK Gruis también ha sido catalogada como A3SrEuCr.
Presenta un intenso campo magnético —medido en las líneas metálicas—, siendo el valor de su campo magnético efectivo <Be> = 396 G.
Es también una variable Alfa2 Canum Venaticorum cuyo brillo oscila 0,07 magnitudes a lo largo de un período de 2,48 días.